# Ӿ
Ӿ (minuskule ӿ) je písmeno cyrilice. Jedná se o variantu písmena Х. Je používáno pouze v nivchštině.